# NGC 3855
NGC 3855 في الفهرس العام الجديد، هي مجرة، تقع في كوكبة الدب الأكبر. اكتشفت في 8 مايو 1864 بواسطة هاينريش لويس دريست.

## روابط خارجية
- NGC 3855 على موقع ويكي سكاي: DSS2, SDSS, GALEX, IRAS, Hydrogen α, X-Ray, Astrophoto, Sky Map, Articles and images